# Armorica Danmark
Armorica Danmark ApS er en dansk anlægsgartnervirksomhed med hovedkvarter i Roskilde. Virksomheden er et datterselskab til den franske anlægsgartnervirksomhed Id Verde. Armorica Danmark har over 1.000 ansatte i Danmark og de 670 er ansatte i det væsentligste datterselskab, anlægsgartnervirksomheden OKNygaard. OKNygaard er engageret i vedligehold, anlæg og vinterberedskab. Andre Væsentlige datterselskaber er Malmos og Grøn Vækst. I 2023 havde Armorica Danmark en årsomsætning på 1,3 mia. kroner.